# 神奈川県立青少年センター
神奈川県立青少年センター（かながわけんりつせいしょうねんセンター）は、神奈川県横浜市西区紅葉ケ丘にある、青少年の健全な育成を図り、あわせて県民の教養の向上に資するための複合公共施設である。
「青少年の支援や指導」、「ひきこもり・不登校・非行等の対策」、「科学体験活動」、「舞台芸術活動の振興」の、4つの事業を柱とした活動を行っている。施設の運営・管理は神奈川県（県民局次世代育成部青少年課所管）。
1962年開館、建物設計は前川國男。中規模の多目的ホール(812席、うち5席は車いす用スペース)のほか、演劇資料室や青少年サポートプラザなどがある。
2003年末に老朽化した施設の更新と耐震補強のために一時閉館し全面改装を実施、プラネタリウムや「科学体験コーナー」等の一部展示施設が撤去された。また、改装期間はかながわドームシアターに機能を移していた。2005年に再オープン。分館、第二分館及び別館も廃止となっており、工作室、音楽室やユースホステルもなくなっている。
2018年7月、DOCOMOMO JAPAN選定 日本におけるモダン・ムーブメントの建築として、神奈川婦人会館とともに神奈川県立図書館・音楽堂に追加認定された。

## 施設

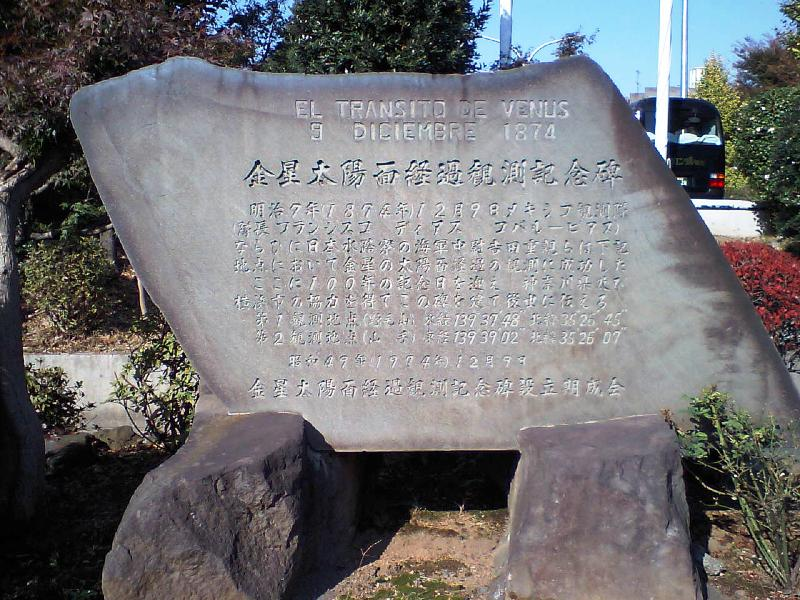
金星太陽面経過観測記念碑
入口付近の紅葉坂脇にある。

- 紅葉坂ホール：客席数812席。主に演劇・ミュージカル公演やダンス・バレエ発表会、講習・講演会等に利用されている。
- スタジオHIKARI（多目的プラザ）：面積271.1平方メートル。演劇・合唱等の練習の他、小規模な公演も行われる。旧「科学体験コーナー」。
- 科学体験室：定期的に一般参加型の各種科学実験・科学工作などが行われている。
- 演劇資料室
- 練習室：面積192.1平方メートルの練習用スペース。
- レストラン
- 青少年サポートプラザ：不登校・ひきこもり関係NPO支援スペースなど。

## 交通アクセス
- JR根岸線 桜木町駅から徒歩8分。
- 横浜市営地下鉄ブルーライン 桜木町駅から徒歩10分。
- 京急本線 日ノ出町駅から徒歩13分。
- みなとみらい線 みなとみらい駅から徒歩20分。
- 横浜駅東口から横浜市営バスで「紅葉坂」下車、徒歩4分。
- 横浜駅東口から横浜市営バスで「戸部一丁目」下車、徒歩2分。